# Ruisseau de Rebenty
Pour les articles homonymes, voir Rebenty.
Le ruisseau de Rebenty est une rivière du sud de la France, dans la région Occitanie, dans le département de l'Aude, sous-affluent de l'Aude par le Fresquel.

## Géographie
Le ruisseau de Rebenty est une rivière qui prend sa source dans le Lauragais sur la commune de Montréal sous le nom de ruisseau de Saint-Denis puis il prend le nom de ruisseau de Rebenty et se jette dans le Fresquel en rive droite sur la commune d'Alzonne.
La longueur de son cours d'eau est de 20,7 km.

### Communes traversées
Dans le seul département de l'Aude, le ruisseau de Rebenty traverse les trois communessuivantes, Alzonne, Montréal et Arzens.

## Principaux affluents
Le ruisseau de Rebenty a six affluents contributeurs référencés :
- Ruisseau de la Lauze : 3,4 km
- Ruisseau du Chapitre : 2,8 km
- Ruisseau du Bassé : 4,2 km
- Ruisseau de la Ratière : 1,7 km
- Ruisseau de Gaure : 4,9 km
- Ruisseau de Rivals : 7,1 km